# La nana
La nana es una película chilena dirigida por Sebastián Silva y protagonizada por Catalina Saavedra. El guion fue coescrito por Pedro Peirano.
Se estrenó el 17 de enero de 2009 en el Festival de Cine de Sundance, donde consiguió el Gran Premio del Jurado y un premio especial para la actriz Catalina Saavedra. El largometraje ha recibido más de veinte premios internacionales, incluyendo el Colón de Oro en el Festival de Cine Iberoamericano de Huelva. Además, fue la primera cinta chilena en ser nominada a los Globos de Oro en la categoría mejor película en lengua no inglesa.

## Trama

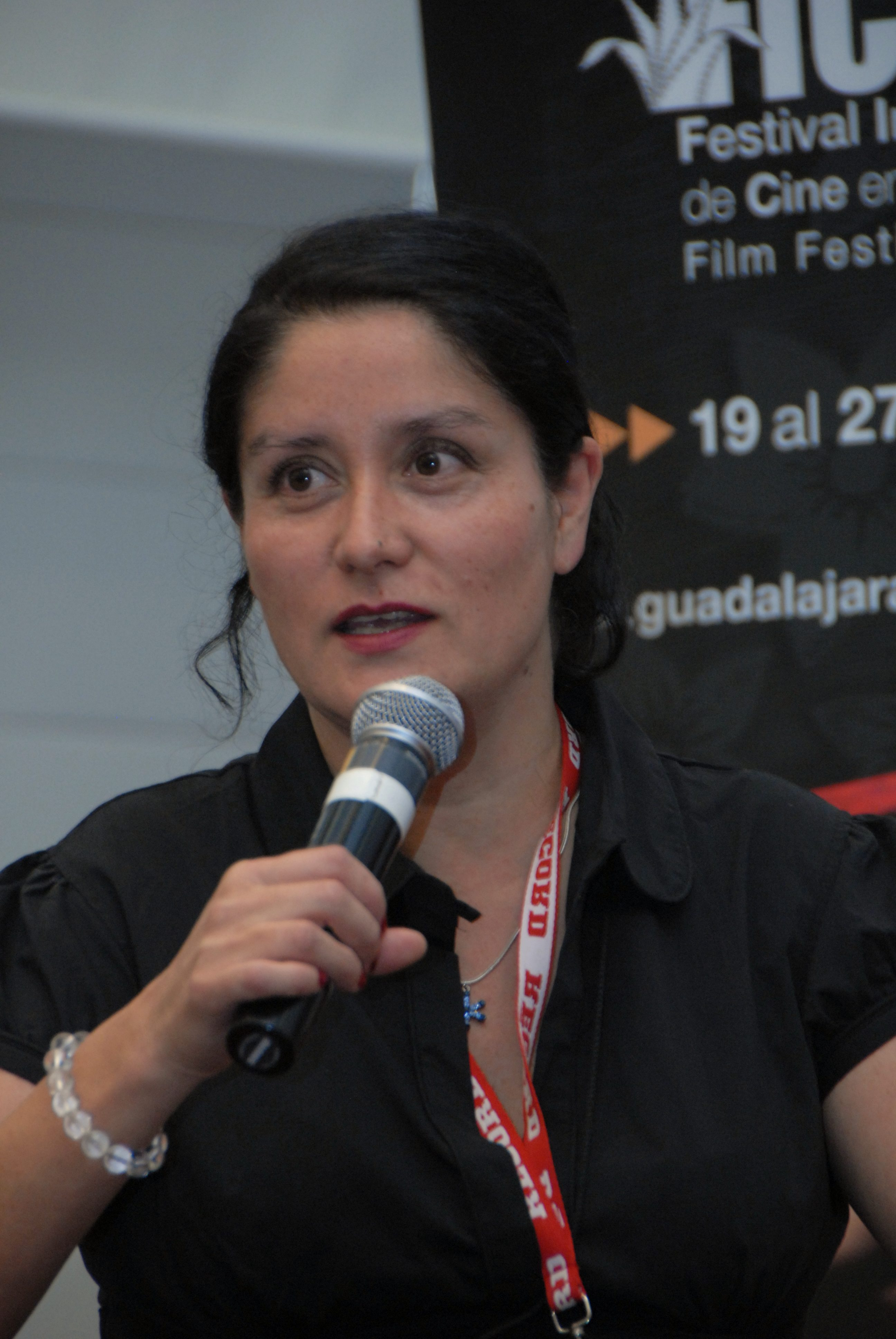
Catalina Saavedra, protagonista del largometraje (2009).

Raquel, la amargada e introvertida nana (eufemismo chileno para denominar a las empleadas domésticas) de la casa de los Valdés, con quienes ha trabajado por 23 años, ve peligrar su puesto cuando éstos contratan a una nueva empleada para que le ayude durante su convalecencia. Raquel se dedica a hacerle la vida imposible a las nuevas nanas. Esta mecánica se repite una y otra vez hasta la aparición de Lucy, una mujer de provincia que logrará penetrar la coraza de Raquel.

## Reparto
- Catalina Saavedra como Raquel.
- Claudia Celedón como Pilar Valdés.
- Alejandro Goic como Mundo Valdés.
- Mariana Loyola como Lucía "Lucy".
- Andrea García-Huidobro como Camila Valdés.
- Agustín Silva como Lucas Valdés.
- Delfina Guzmán como Abuela Carmen.
- Anita Reeves como Sonia.
- Luis Dubó como Eric.
- Gloria Canales como Mamá de Lucy.
- Luis Wigdorsky como Papá de Lucy.
- Darok Orellana como Tomás.
- Sebastián La Rivera como Gabriel.

## Premios
La película logró la histórica nominación a los Globos de Oro 2010 en la categoría de «mejor película en lengua no inglesa», lo que la posiciona como uno de los mayores logros cinematográficos del cine chileno.
| Año  | Evento                                        | Nominado                                                 | Premio                                                   | Resultado |
| ---- | --------------------------------------------- | -------------------------------------------------------- | -------------------------------------------------------- | --------- |
| 2009 | Festival Internacional de Cine de Cartagena   | Sebastián Silva                                          | Critics Award - Mejor Película                           | Ganador   |
| 2009 | Festival Internacional de Cine de Cartagena   | Catalina Saavedra                                        | Golden India Catalina - Mejor Actriz                     | Ganador   |
| 2009 | Festival Internacional de Cine de Cartagena   | Sebastián Silva                                          | Golden India Catalina - Mejor Película                   | Nominado  |
| 2009 | Gotham Film Awards                            | Gregorio González (productor) Sebastián Silva (director) | Best Feature                                             | Nominado  |
| 2009 | Gotham Film Awards                            | Catalina Saavedra                                        | Breakthrough Actor/Actress                               | Ganador   |
| 2009 | Festival Internacional de Cine de Guadalajara | Sebastián Silva                                          | FIPRESCI Prize - Best Film                               | Ganador   |
| 2009 | Festival de Cine Iberoamericano de Huelva     | Sebastián Silva                                          | Critics Award                                            | Ganador   |
| 2009 | Festival de Cine Iberoamericano de Huelva     | Sebastián Silva                                          | Elcine First Prize - Best Film                           | Ganador   |
| 2009 | Festival de Cine de Sundance                  | Sebastián Silva                                          | Grand Jury Prize: World Cinema - Dramatic                | Ganador   |
| 2009 | Festival de Cine de Sundance                  | Catalina Saavedra                                        | Special Jury Prize (For Acting): World Cinema - Dramatic | Ganador   |
| 2009 | Premios Satellite                             | Catalina Saavedra                                        | Best Actress – Motion Picture Drama                      | Nominado  |
| 2009 | Premios Satellite                             | Sebastián Silva                                          | Best Foreign Language Film                               | Ganador   |
| 2010 | Image Awards                                  | Gregorio González (productor) Sebastián Silva (director) | Mejor película en lengua no inglesa                      | Nominado  |
| 2010 | Premios Globo de Oro 2010                     | Gregorio González (productor) Sebastián Silva (director) | Mejor película en lengua no inglesa                      | Nominado  |
| 2010 | Premios Ariel 2010                            | Gregorio González (productor) Sebastián Silva (director) | Mejor película iberoamericana                            | Nominado  |